# Alkotmányvédelmi Hivatal

Emblem des AH

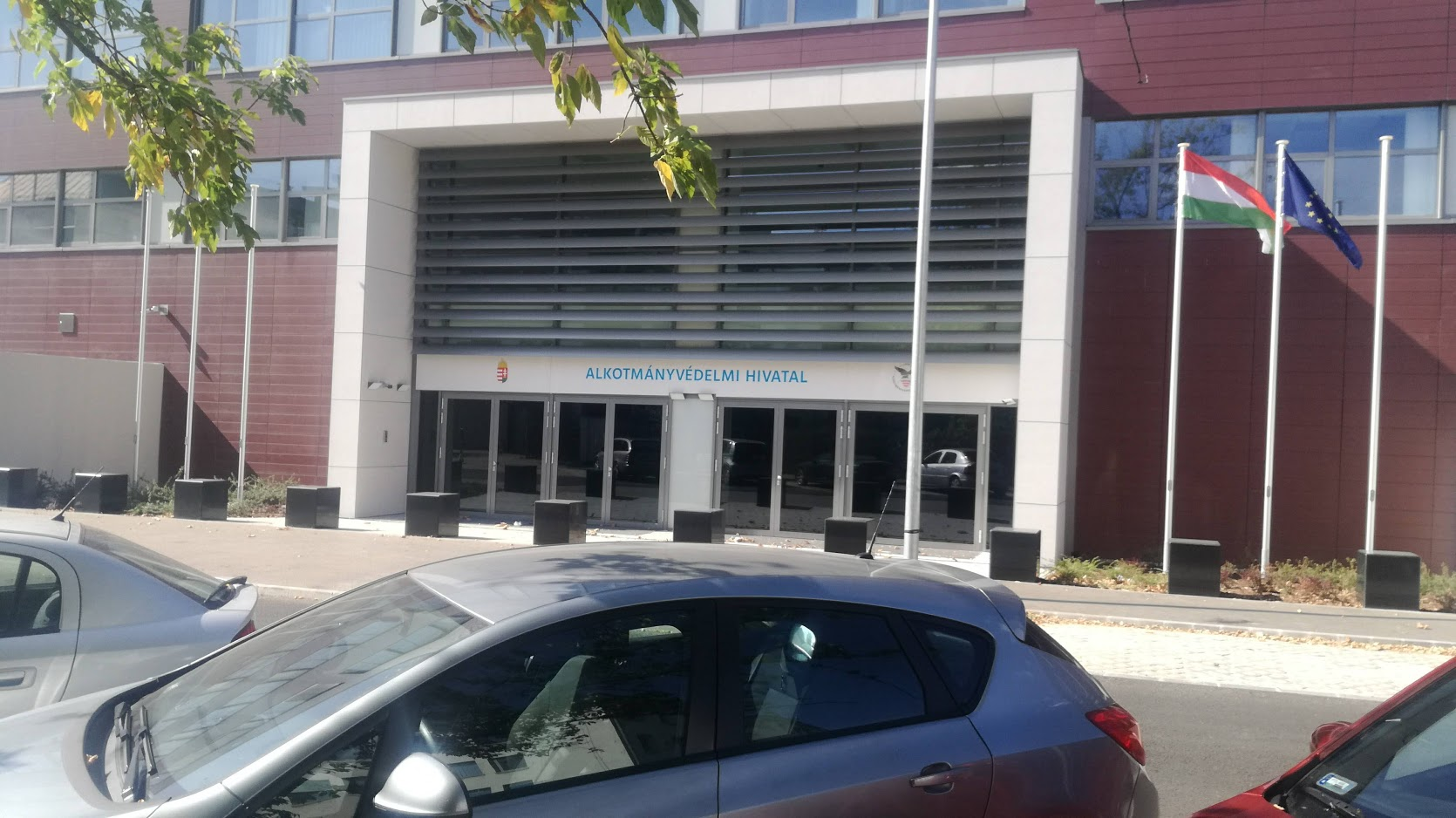
Amtsgebäude im XI. Budapester Bezirk

Alkotmányvédelmi Hivatal (AH, Amt für Verfassungsschutz), früher Nemzetbiztonsági Hivatal (NBH; deutsch Amt für nationale Sicherheit) ist der ungarische Inlandsgeheimdienst. Seine Hauptaufgaben liegen in der Verteidigung: Spionageabwehr, Terrorismusbekämpfung und weiteres. Die Behörde führt auch Untersuchungen gegen das organisierte Verbrechen sowie Finanzkriminalität durch. Generalmajor Zoltán Kiss ist Generaldirektor des AH.
In der sozialistischen Volksrepublik Ungarn hieß die Behörde NBH und behielt den Namen nach 1989 in der Republik Ungarn zunächst. 1989, nach dem Ende der Ära Kádár, wurde das Amt reorganisiert. Es sollte nun der modernen, auf der gültigen Verfassung basierenden Art der Informationsbeschaffung und Regierungsunterstützung dienen. Vorher war das Amt als 3. Abteilung Teil des Innenministeriums. Das Amt wurde 2010 in seinen heutigen Namen Alkotmányvédelmi Hivatal (AH; Amt für Verfassungsschutz) umbenannt.

## Belege
1. ↑  Felmentette Orbán Viktor az Alkotmányvédelmi Hivatal főigazgatóját | CIVILHETES. Abgerufen am 1. November 2021.